# 超人高中生們即便在異世界也能從容生存！
《超人高中生們即便在異世界也能從容生存！》是海空陸撰寫、SACRANECO插畫的日本輕小說作品，由GA文庫於2015年10月開始出版發行。台灣由尖端出版代理發行。漫畫版於2016年5月在史克威爾艾尼克斯的網路漫畫配信網站「GANGAN ONLINE」開始連載、於2016年10月在「YOUNG GANGAN」連載，由山田こたろ作畫。2017年12月宣佈製作廣播劇CD。2019年3月宣佈動畫化，於2019年10月至12月播出。

## 登場人物
- 配音為廣播劇CD，TV動畫播映直接沿自廣播劇CD的配音。

### 超人高中生
御子神司（Mikogami Tsukasa，聲：小林裕介）
頭銜「世界最優秀的政治家」。
年紀輕輕就擔任總理大臣，其父親身為前任總理大臣，從小便嚮往成為像父親一樣偉大的政治家。自幼就擁有過人才智及敏銳觀察力的司，察覺到父親諸多的不法行為－－賄賂、盜領公款、多次違反公職選舉法，甚至教唆殺人。司決定大義滅親，和兒時玩伴的勝人與忍告發自己的父親，最終父親被判處死刑，自己也被母親趕出家門。在公職選舉法修正後，司以超高的支持率就任總理大臣，上任短短兩年便振興前一任的惡政，但也因此招來不少仇家，經常成為殺手的目標。
來到異世界後，作為七人的領導，憑藉著出色的判斷力，一步一步的帶領眾人反抗貴族。將北方四領從帝國的暴政中解放後，宣布建立起「人人平等」的民主國家「艾爾姆共和國」。
大星林檎（Ōhoshi Ringo，聲：日高里菜）
頭銜「世界最優秀的發明家」。
林檎的頭腦領先世界數個世紀，一個人就孕育出現今支撐世界的所有科學技術，包括「小型核反應堆」、「放射性廢料的完全無害化」等等。經常被各國的特務和綁架犯盯上，因此大部分時間都待在自己的太空站實驗室裡。性格膽小，平時身處的環境更是難得才會與人接觸，所以她非常害羞又怕生，因此製造了人工智能程序「熊兔」來管理自身的大小事。
林檎是母親〈聲：川澄綾子〉竄改了精子與卵子的遺傳信息，人工的方式製造出來的天才兒童，但林檎的頭腦卻遠遠大於母親的想像，母親因為忌妒和恐懼，天天對林檎施以虐待，最終母親被警察逮捕，自己也失去了動力，再也無法發明東西。在司的幫助下成功找回發明出東西的愉悅感，也漸漸對司產生好感。
來到異世界後，接連製造出一些讓村民們生活更方便的機器以及各類的現代武器。
猿飛忍（Sarutobi Shinobu，聲：日岡夏美）
頭銜「世界最優秀的記者」。
忍者「猿飛佐助」的後裔，忍的情報搜集能力之高，小至大街小巷的流言蜚語，大至日本、甚至是全世界的政經界，她都能夠挖出任何水面下的醜聞，揭發任何陰影中的犯罪情事。從小接受著嚴苛的訓練，一旦放鬆戒心就可能會有生命危險，因此培養出敏銳的觀察力和危機意識。
來到異世界後，負責收集異世界的情報，常常混入酒館裡向士兵們打探情報，或是潛入城堡內挖掘一些見不得人的機密資料。七光聖教成立後，前往其他領地收集情報，為了拯救受鞭刑之苦的米莉妲而以自身作為交換，甘願被貞德俘虜。原本打算趁著被捉住的時候，接近領地的核心以蒐集情報，不料被貞德從牢裡放出，並邀請忍協助碧之團的反抗行動。忍答應協助碧之團的反抗行動，並和貞德一同擊敗古斯塔夫。碧之團與帝國聯手後，和貞德一起被碧之團追殺，逃出後，邀請貞德加入七光聖教。
神崎桂音（Kanzaki Keine，聲：金元壽子）
頭銜「世界最優秀的醫生」。
其醫術能夠治百病，「壽命」這個概念對她來說毫無意義。經常和葵奔波於各個戰場救助受難、受傷的人們。她高明的醫術並不局限于知識與技術，最令人訝異的就是她的速度。一般的大規模手術除了執刀醫師以外，還需要數名助手分工，但是桂音的執刀速度遠遠快過這些助手，沒有人能跟得上她的速度，因此桂音都是一個人完成所有的工作。一邊拋耍必要器材或麻醉用具，一邊準確替換器材，以出神入化的正確度與速度，完成所有的手術作業。對她來說，與其讓別人幫忙，不如自己一個人完成更有效率，也能拯救更多的人。而事實上，桂音自從采取這種手術風格後，從未有人死在她的手術之中。
來到異世界後，進行「七光聖教」的傳教活動時，在領地內各地治療病患。
一條葵（Ichijō Aoi，聲：金子彩花）
頭銜「世界最優秀的劍士」。
身掛妖刀「鬼燈丸」，穿著傳統的日式裙褲，從小便學習劍道，擁有最頂尖的戰鬥能力。經常和桂音奔波於各個戰場救助受難、受傷的人們。
來到異世界後，被指派幫助艾爾姆村進行狩獵，卻因為自身散發出來的氣勢，嚇走了所有接近的獵物，被烏爾加剔除狩獵隊伍，最後被指派砍柴的任務。進行「七光聖教」的傳教活動時，在領地內各地殲滅盜賊、維護治安。愛刀鬼燈丸在建國宣言會場與古斯塔夫戰鬥時損毀，雖然請林檎做出了鬼燈丸的仿造品替代，但若非妖刀或是魔劍，一般的刀劍沒辦法承受住葵的劍術，所以無法發揮全力戰鬥。
Prince曉（Prince Akatsuki，聲：石上静香）
頭銜「世界最優秀的魔術師」。
遠視、念力、瞬間移動、飄浮術，這名魔術師無所不能。曉的魔術秀一晚就能賺上百億日圓，甚至連同行都無法識破其手法，即使在物資缺乏的異世界也能照常表演魔術。曉的長相可愛、身高矮小，肌肉也不多，所以經常被別人誤認為女性。
來到異世界後，進行「七光聖教」的傳教活動時，以「God曉」的名號，在領地內各地表演魔術，讓人民認為自己是為了帶領眾人「市民革命」而降臨的神明。
真田勝人（Sanada Masato，聲：間島淳司）
頭銜「世界最優秀的企業家」。
在父親上吊自殺後，勝人便以惡魔般精準的眼光率先發展投資事業與建築業，之後成功經營無數產業，在短短數年內重新振興瀕臨倒閉的真田集團，被稱做是「經濟界的魔王」。據說現在地球上流動的財富中，有三成是在勝人的掌控之下。勝人身懷一項稀世才能－－同步多方聽力，能一次同時聽取三十項不同的對話內容，並且精準無比地分類、理解，如果對話局限於單純的單字或數字，甚至能多達原本的十倍。靠著這項才能，他能出席公司內部所有會議，故而身兼真田集團旗下所有企業的「社長」。
來到異世界後，被指派幫助艾爾克處理艾爾姆村的財務問題以及籌備物資。因為不爽諾伊茨蘭德商會壟斷市場又壓榨平民的行為，向多蒙特市長取得營業許可證，以「艾爾姆商會」的名義在多蒙特內開業。一方面教導艾爾克和露行銷技巧，另一方面靠著他天才般的經營手段，聯合所有被諾伊茨蘭德商會壓榨的人們，一周內就將諾伊茨蘭德商會逼上絕路。艾爾姆共和國建國後，負責管理財務省以及新貨幣發行的工作，任命艾爾克為財務次長。為了讓他們能夠靠自己治理國家，抱持著觀望態度，等到他們無法獨自解決問題時，再出手補救。但他誤判了露的才能，結果造成人員傷亡的慘狀。對於任何麻煩事都能一笑帶過，唯獨員工受到傷害這點絕對不可原諒，聯合李仙梅和賽爾蓋一起對付羅澤林。以「紙幣」代替金幣作為艾爾姆的新貨幣發行，徹底打亂了異世界的經濟觀念。

### 艾爾姆共和國

#### 艾爾姆村
莉露露（聲：桑原由氣）
外貌有些稚嫩的金髮美少女，身材標緻，有對精靈一般的尖耳，是村長烏爾加在森林裡撿到的孤兒。對司非常的關心。與將司等人召喚到異世界來的人似乎有關聯。被英薩吉的守衛騎士團抓走後，甘願犧牲自己以拯救艾爾姆村，而後被救回。
擁有使用魔法的資質，能夠聽見精靈的聲音，目前在蓋爾底下學習魔法，雖然在控制精靈方面有著驚人的才能，但卻完全學不會攻擊魔法。
薇諾娜（聲：中原麻衣）
有著一頭栗子色的秀髮，外貌看似二十來歲的年輕獸人，是烏爾加的女兒、艾爾克的母親。性格相當的豪爽。為原艾爾姆村第一獵人，戰鬥能力相當強悍，結婚生子後便收斂許多。
艾爾克（聲：下野紘）
年紀大約和莉露露、司等人相仿的獸人少年，是烏爾加的孫子、薇諾娜的兒子。对忍有好感。射箭的技術一流，為艾爾姆村第一弓箭手。負責管理艾爾姆村的財務，起初對於村民們救濟司等人相當不滿，但在勝人替艾爾姆村賺進大把金幣後，逐漸改觀。
艾爾姆共和國建國後，擔任艾爾姆的財務次長，出席弗雷亞加爾德、拉坎、阿茲爾以及艾爾姆的四國貿易會談。在會談中，先是被其他三國刻意提高新貨幣發行的需求量，後來又被三國聯合壟斷黃金，目的就是為了讓艾爾姆無法履行發行新貨幣的契約，藉此貶低艾爾姆的信用。在走投無路的時候，聽從露的計畫，煽動三國之間的合作關係，從阿茲爾那裡騙取到黃金買賣契約，但在歸途時遭到羅澤林雇傭的海盜襲擊，黃金買賣契約也遺失，最終請求勝人幫忙。
烏爾加（聲：志賀麻登佳）
艾爾姆村的村長，年紀約莫四十來歲的獸人，留著一把壯觀的落腮鬍。是薇諾娜的父親、艾爾克的祖父。外出狩獵時，遭遇森林之主的襲擊，在剛斷氣的時候，被桂音神奇的手術救回一命。

#### 多蒙特市
露（聲：橋本千波）
從新大陸殖民地被奴隸商人帶來多蒙特的獸人少女，從奴隸商人手中脫逃後，偶然聽見勝人與艾爾克的對話，想要用自己的力量活下去，賺取大把的金幣贖回同為奴隸的父母。被勝人看出她的眼神中藏著深厚的「欲望」，钱奴一名，便帶著她幫助艾爾姆商會賺錢。此外，非常喜欢蛋黄酱。
被奴隸商人找到時，大聲訴說自己的理想後，請求勝人將自己買下，最終被勝人用七百五十枚格爾德買下，並帶回艾爾姆村，由利露露教她讀書認字。擁有著「惡棍」的資質，對於目標毫不動搖的堅定意志，只要能達到目的，甚至能無心的冤枉他人，打亂敵人的步調，在她的眼中只有成功。
觀察力敏銳，在艾爾姆因為黃金壟斷問題困擾時，精準地找出問題的癥結點，制定出計畫打破三國之間的合作關係。但因經驗不足所以沒想到對方會不擇手段直接下殺手，對於自己的過失害死人感到懊悔。
亞科伊（聲：丸山壯史）
諾伊茨蘭德商會會長，有著啤酒肚的中年男人，有張用格爾德金幣鋪成的金幣床。仗著自己是多蒙特唯一的商會，隨心所欲地胡亂叫價，用極低價收購別人的貨物，再用高價售出，從中謀取暴利。認為艾爾姆商會只是間弱小的商會而不去理會，直到被他們奪走陸路及海路的市場後，才意識到問題的嚴重性。等到想挽回時，早已被艾爾姆商會切斷所有後路，最終支付高額的賠償金給予那些被他們壓榨的人們，與人們達成和解。在四國貿易會談中，作為智囊團為艾爾克提供意見。
沃爾特・馮・海傑拉德（聲：麻生智久）
商業都市「多蒙特」的市長，爵位為「伯爵」。海傑拉德家將曾是荒地的多蒙特建設成北部少數的商業都市。海傑拉德伯爵是國內相當有名的穩健派貴族，多蒙特市內的市民也對他保持高度好感。因為收了不少諾伊茨蘭德商會的賄賂，不再發行營業許可證，使得諾伊茨蘭德商會成為多蒙特唯一的商會，壟斷整個市場。擁有「異國中毒者」之名，相當熱衷于收集舶來品，只要見到珍貴的舶來品，便會不惜一切用高價買下。看上勝人擁有的「手錶」，打破與諾伊茨蘭德商會的秘密協議，將營業許可證發放給艾爾姆商會。領主城被攻陷後，對多蒙特下達戒嚴命令。而後準備逃亡時，被司給說服，宣誓效忠七光聖教，並卸任多蒙特市長一職，擔任地方行政長官。
傑斯特・巴納德（聲：水中雅章）
多蒙特的警衛隊長，騎士爵位為「白銀騎士」。戴著眼罩、滿臉鬍鬚的獸人壯漢，為了女兒愛莉（聲：島袋美由利（日本）；許淑嬪（台灣））而去當騎士，所以即便皇帝下令，傑斯特也不會選擇舍棄家人。
多蒙特下達戒嚴命令後，向士兵們命令「即使發生暴動，士兵們也絕對不能殺害市民。」，即便在最危急的時刻，仍然能夠冷靜判斷，避開最糟糕的局面。傑斯特的武藝精湛，警衛隊內的士兵與騎士們都非常地信任他。聽了司打算建立的民主國家後，宣誓效忠七光聖教，並成為「七光騎士團」團長。
在司等人前往帝國與涅羅談和時，和貞德一起擔任護衛，于歸途中遭到黑曜騎士團的襲擊，為了保護貞德而受傷。因為女兒的關係以及年齡的問題，拒絕了貞德的表白，但在看到她不願放棄的決心後，保留了答覆，選擇重新正視貞德的心意。

#### 碧之團
貞德・盧布朗（聲：千本木彩花）
布倫哈特伯爵的手下，騎士爵位為「白銀騎士」。眼神銳利、性格冷酷的紅髮女子，時常走訪古斯塔夫領內的村莊，視察村莊裡的環境以及村民們的服儀和笑容，一旦發現到不合規定的人，便會以鞭笞教訓，毫不留情。
實際上是反抗古斯塔夫政權的「碧之團」的成員，對忍為了拯救受鞭刑之苦的米琳達而以自身作為交換，甘願被自己俘虜的行為所敬佩，將忍從牢裡放出，並請她協助碧之團的反抗行動，和忍一同擊敗古斯塔夫。
小時曾經差點被有戀童癖的貴族強暴，被布倫哈特所救，為了追隨布倫哈特而成為騎士。聽到萊傑納赫是殺死布倫哈特的兇手後，與萊傑納赫一決死戰，最終殺死萊傑納赫（動畫中與萊傑納赫一決死戰，砍傷了萊傑納赫的眼睛，但被萊傑納赫率領的多名士兵壓制，在忍的幫助下使用布倫哈特的配劍將其刺喉而死），對碧之團感到灰心，帶著布倫哈特的理念加入七光聖教。
在司等人前往帝國與涅羅談和時，和傑斯特一起擔任護衛，歸途中遭到黑曜騎士團的襲擊，差點被敵將砍傷，在千鈞一髮之際被傑斯特及時救援。對傑斯特抱有好感，即便表白被拒絕也依然不放棄。
格蘭瑟姆・馮・布倫哈特
碧之團前任盟主，爵位為「伯爵」，同時擁有騎士爵位「白銀騎士」。為人正直不畏強權，在還只是騎士的時候，救了差點被貴族強暴的貞德。在平民與騎士的支持下，與貴族正面衝突，而這些支持者也是後來成立碧之團的初期成員。
與古斯塔夫是騎士學校的同學更是摯友，但古斯塔夫在大和戰役過後性格大變，兩人關係也急轉直下，開始針鋒相對。對古斯塔夫的行為感到無奈，在碧之團快要成功推翻古斯塔夫時，被萊傑納赫從背後刺死，並且被偽裝成戰死。
隆美爾・馮・康拉德（聲：峰晃弘）
碧之團現任盟主，爵位為「侯爵」。
因為古斯塔夫政權不斷的壓榨平民，導致自己的利益受損而加入「碧之團」。成功推翻古斯塔夫後，下令萊傑納赫殺死布倫哈特，康拉德認為他的理念會妨礙到自己的利益，並且私吞古斯塔夫的黃金像。
反對七光聖教「人人平等」的主張，但因為碧之團在戰鬥過後早已精疲力盡，便向帝國元帥尋求援助，得到帝國的援助後，便與七光聖教正式決裂。
康拉德將黃金像擊碎，打算用黃金來賄賂坦干伊加，坦干伊加在此時露出他的真面目－－古斯塔夫。被憤怒的古斯塔夫用魔法燒成「火焰屍兵」，全身纏繞著無法熄滅的火焰，求生不得求死不能。
薩謬爾・德・萊傑納赫（聲：鷲見昂大）
康拉德侯爵的手下，騎士爵位為「黃金騎士」。有著怪力的彪形大漢，想法和康拉德一樣，因為古斯塔夫政權不斷的壓榨平民，導致自己的利益受損才加入「碧之團」。碧之團快要成功推翻古斯塔夫時，將布倫哈特刺殺。
在帝國給予碧之團援助後，聽從康拉德的命令，試圖將忍以及布倫哈特派的人剷除，最終不敵忍和貞德，被貞德用布倫哈特的配劍刺咽喉而致死。

### 弗雷亞加爾德帝國
林德沃姆・馮・弗雷亞加爾德
第十八代弗雷亞加爾德皇帝，通稱「征服王」，主張弱肉強食，四處征服別國領土，包括新大陸、大和皇國等等。
涅羅・烏爾・萊維亞斯（聲：井之上潤）
帝國四大元帥之一，通稱「青之元帥」有著一頭藍髮、長相端正、說話語氣隨興的年輕男子。四大元帥中以「腦力派」著稱，在皇帝遠征新大陸的期間，暫代帝國的執政權。似乎了解《七勇者》傳說。
對碧之團討伐古斯塔夫的行為表示支持，但對七光聖教人人平等的主張感到不快，考量到碧之團討伐古斯塔夫後，早已精疲力盡，將自己的副官「坦干伊加」借給碧之團，協助他們與七光聖教對抗。艾爾姆共和國建國後，向七光聖教要求停戰，在之後的協商中，承認艾爾姆的統治權、支付給艾爾姆戰爭賠償金，並締結互不侵犯條約，成為了同盟國。和司等人一樣，是從其他世界來到這裡的，原來的世界因為某些原因無法居住，故而開發出穿越空間的魔法，來到了這個世界，因為超人高中生們的存在妨礙到了自己，和司等人允諾願意協助他們回到地球。

#### 古斯塔夫領
奧斯陸・艾爾・古斯塔夫（聲：中田讓治）
古斯塔夫領的領主，北方四領的總督，通稱「潔癖公」，爵位為「公爵」，同時擁有最高階的騎士爵位「白金騎士」以及「特級魔法官」的稱號。留著一頭烏黑長髮、鬍鬚濃密、威嚴十足的中年男人，武藝、魔法都很優秀。在「大和戰役」中，從一座山外的距離施展戰略魔法「怒日炎槍」，使敵軍據點徹底陷入火海。他輝煌的戰果受到帝國賞賜，成為帝國歷史中第一位被授予「統帥權」與「公爵地位」的騎士，並獲得帝國所賜予的領地。
古斯塔夫的實力受世人肯定，但做為執政者卻愚蠢至極。對領地內所有城鎮、村落下達美化市容的命令，強迫平民重建破舊的房屋，定期重新油漆並使用玻璃窗，人民還必須身穿只有貴族才有能力穿著的華麗衣裳。甚至向平民課以重稅，要求打造出一座模仿皇帝外貌、高達五公尺的巨大純金雕像，準備做為皇帝征服新大陸的勝利紀念碑。宣誓效忠皇帝，絕不饒恕背叛帝國的人。聽聞其他領地尚未發兵討伐叛亂份子感到憤怒，對多蒙特施展「怒日炎槍」，但卻被七光聖教給破壞。
向討伐軍下令立即出征討伐叛亂分子，並召集兵力於總督府，卻沒料到碧之團在此時發動叛變。被忍和貞德擊敗後引發大爆炸，將總督府炸毀，帶著狼狽的身軀回到帝都，通過涅羅的秘術撿回一條命，並獲得更強大的力量。假扮成涅羅的副官「坦干伊加」和康拉德一起回到古斯塔夫領，看到黃金像被擊碎後，憤怒地用魔法將碧之團的人燒成「火焰屍兵」，被七光聖教發射的核子飛彈炸個粉碎。日後卻奇蹟生還的他獨自潛入建國宣言會場並攻擊在場所有人，而後異變成一個長角的怪物，已不是人類之身，但最後被司的手槍命中其人造心臟，死前與司講了一些對話後，整身石化後消逝在天際之中。
奧斯卡（聲：上田燿司）
侍奉古斯塔夫的秘書官。
艾梅妲（聲：金澤舞）
古斯塔夫領內的可可諾諾村居民。米琳達的母親。
米琳達（聲：鬼頭明里）
古斯塔夫領內的可可諾諾村居民。艾梅妲的女兒，貞德視察該村時被查到衣服有部分沾到泥巴而遭鞭刑，忍為救她以自身作為交換，換取她自身生命安全。

#### 芬道夫領
愛德華多・馮・芬道夫（聲：茶風林）
北方四領之一芬道夫領的領主，爵位為「侯爵」。一個體型肥胖的中年男人，從接任領主之後，領地內不但治安變差，稅收比以前還高三倍，甚至設立「初夜權」制度，規定領地內的平民女性結婚之後，必須先將貞潔獻給領主。
在艾爾姆村的人進攻領主城時，使用小型燧發槍射擊司，卻沒料到司身穿防彈背心，持有比小型燧發槍更先進的自動手槍，最終被司俘虜。七光聖教進行傳教活動時，被關在牢籠裡和他們一起巡迴芬道夫領。
阿雷西奧・德・英薩吉（聲：片山公輔）
芬道夫侯爵的手下，守衛騎士團團長，騎士爵位為「白銀騎士」。外貌感覺相當狡猾，留著一頭陰沉長髮的男人。時常對芬道夫花言巧語，若無其事將他引導向自己希望的方向。
帶領守衛騎士團來到艾爾姆村，以莫須有的罪名，下令燒死所有村民並帶走莉露露，打算把莉露露獻給芬道夫，藉此提升自己的評價。在艾爾姆村的人進攻領主城時，被司擊敗後逃走，流落到古斯塔夫領向古斯塔夫尋求協助，卻被古斯塔夫以捨棄領土、苟且偷生為由斬首。
蓋爾・斯塔福德（聲：高橋良輔）
從帝都被派遣到芬道夫領駐紮的「一級魔法官」。嘴巴不嚴，喝了點酒就把有關魔法的情報和領主城的構造，透露給喬裝打扮成女服務生的忍。在艾爾姆村的人進攻領主城時，被忍用電擊棒擊昏。目前在教導莉露露學習使用魔法。

#### 阿克萊德領
阿克萊德（聲：上別府仁資）
北方四領之一阿克萊德領的領主，爵位為「侯爵」。有著濃密白鬍鬚的老人，即便年過六十仍然親赴戰場領軍，被譽為「北方第一智將」。
芬道夫領被七光聖教攻佔後，召集兵力組成討伐軍，準備在冬季過後討伐叛亂份子，但被古斯塔夫下令立即出征，被迫在寒冷的冬天穿越路盧克山脈到芬道夫領。不料路盧克卻早已被七光騎士團給攻陷，討伐軍受到七光騎士團猛烈的攻擊。撤退到布赫瓦爾德領的要塞都市「德勒斯卡夫」，準備靠防禦策略來抵禦敵人，卻被七光聖教發射的飛彈輕易突破，宣布無條件投降。而後，在海傑拉德的帶領下參觀七光聖教的工廠，對七光聖教的科學技術震驚不已，宣誓效忠七光聖教，協助七光聖教政治改革。

#### 布赫瓦爾德領
布赫瓦爾德（聲：四宮豪）
北方四領之一布赫瓦爾德領的領主，爵位為「侯爵」。外表矮小懦弱的中年男子。
芬道夫領被七光聖教攻佔後，召集兵力組成討伐軍，準備在冬季過後討伐叛亂份子，但被古斯塔夫下令立即出征，駐紮在要塞都市「德勒斯卡夫」內負責防守。討伐軍敗退後，下令緊急召集民兵並加強防禦，準備靠防禦策略來抵禦敵人，卻被七光聖教發射的飛彈輕易突破，宣布無條件投降。而後，在海傑拉德的帶領下參觀七光聖教的工廠，對七光聖教的科學技術震驚不已，宣誓效忠七光聖教，協助七光聖教政治改革。

#### 門閥貴族聯盟
魯修斯・馮・威騰堡
貴族集團「門閥貴族聯盟」的首領，爵位為「大公」，在諸多帝國貴族中擁有最高權力。
外貌長得像猴子，皺巴巴的臉孔、駝背、濃眉大眼的矮小老人，前任皇帝的外甥，與四大元帥爭鋒相對，在涅羅和艾爾姆共和國談和後，率領「黑曜騎士團」突襲正要歸鄉的司等人。
海因里希・馮・羅澤林
帝國造幣局局長，爵位為「公爵」，「門閥貴族聯盟」中的一員。年紀約莫三十歲左右，身材顯瘦、樣貌俊美的美男子。羅澤林家數代世襲、獨佔著造幣局的所有權力，其影響力幾乎遍及帝國內所有的商會。相當仇視「人人平等」的主張，認為平民就是該被貴族們支配的存在，只有高貴血統的貴族才能佔據上位。打算推翻掉四大元帥以及重用他們的皇帝林德沃姆，並立威騰堡為新皇帝。
收到艾爾姆共和國的邀請，出席四國貿易會談。在會談中與拉坎和阿茲爾故意提高貨幣發行的需求量，並暗中大量收購壟斷黃金，讓艾爾姆無法在約定時間內收購黃金以製造金幣，打算讓艾爾姆的信用一敗塗地。明白三國之間的同盟沒有信用可言，所以暗中在拉坎和阿茲爾派出間諜，艾爾姆跟阿茲爾私下簽訂黃金買賣契約後，雇傭海盜襲擊艾爾姆的船隊。認為自己的計策完美無缺，卻沒料到勝人以「紙幣」代替金幣作為新貨幣發行。因為無法擺脫「貨幣的原料必須要是金屬」的成見，不承認艾爾姆的新貨幣。因為紙幣的誕生，導致黃金的市價暴跌，帝國的經濟被搞得一團亂，開始自暴自棄，艾爾姆共和國以「羅澤林自裁負責」作為讓步條件，幫忙挽救帝國的金融危機，最終被涅羅用魔法處決。

### 大和皇國
輝夜姬（聲：小原好美）
大和皇國的女帝。
雲雀（聲：風間萬裕子）
輝夜姬的隨從。
修蘭
同為輝夜姬的隨從。

### 其他人物
李仙梅
拉坎群島聯合國副長。一頭烏黑秀髮、有對狐耳的獸人美女。是拉坎群島屈指可數的富商，靠著自己的力量一代致富，更對經濟瞭如指掌。
收到艾爾姆共和國的邀請，出席四國貿易會談。與弗雷亞加爾德和阿茲爾聯合壟斷黃金，讓艾爾姆無法履行發行貨幣的契約，藉此貶低艾爾姆的信用。和勝人約定，只要能製造出碰到水不會泡爛，耐性十足的紙幣，就改變立場轉而支持艾爾姆共和國。
賽爾蓋・帕夫洛維奇
阿茲爾王國外務大臣。態度無禮、面目兇惡，靠著恫嚇他人當作自己的外交手段。說話時常出爾反爾，佔有優勢的時候蠻橫又霸道，見風轉舵的速度快得令人傻眼。收到艾爾姆共和國的邀請，出席四國貿易會談。與弗雷亞加爾德和拉坎聯合壟斷黃金，讓艾爾姆無法履行發行貨幣的契約，藉此貶低艾爾姆的信用。被勝人捉住把柄，故而改變立場轉而支持艾爾姆共和國。

## 用語
艾爾姆村
在飛機墜機現場附近的小山村，村中除了莉露露以外皆為獸人，村民都相當的熱情友善，不顧村中的財務狀況，就將受重傷的七名超人高中生帶回村里細心照料。在超人高中生們幫村里重振財政狀況後，往後數十年即便不工作也能過上安定的生活。
弗雷亞加爾德帝國
司等人在墜機後穿越到異世界的國家，使用的語言是和日文發音與意思完全一致但寫法不同的「阿爾托語」。
國內現在存在著兩種貨幣單位，一種是名為「盧克」的銅幣，中間有個小孔洞的是一盧克銅幣，沒有開洞的大號硬幣則是十盧克銅幣，這兩種是支撐庶民日常生活開支的低價貨幣；另外一種則是「格爾德」，其中還分成格爾德銀幣以及格爾德金幣，這種高價貨幣主要是用作商業交易，一格爾德等于一百盧克。
七勇者
弗雷亞加爾德內流傳的一個故事，描述從異世界來的七位勇者：「很久以前，大陸上出現七名勇者，他們從另一個世界遠道而來，並且從邪惡的『巨龍』支配中拯救整塊大陸。」被司等人認定為回到地球的重要線索之一。
七光聖教
數百年前為弗雷亞加爾德大陸內興盛的宗教，似乎與《七勇者》傳說有關係，但當時的弗雷亞加爾德王朝以「弱肉強食」為方針，並且讓唯一的皇帝至于國家頂點，不允許任何宗教信仰存在，焚毀聖書、砸毀教會、殘忍虐殺信徒，就這樣斷了所有宗教的根源，包括七光聖教在內。
被超人高中生們借用名號，以宗教的號召力，統合領地內的各個市鎮。另一方面打算藉此吸引出知道曾經被消滅的七光聖教的人們。
獸人與智人
擁有野獸特征、力大無窮的人類被稱為「獸人」。而像司等人這樣的普通人類則被稱為「智人」。
帝國騎士
被賦予管理士兵的權力，表面屬於貴族的行列，但其實跟普通士兵沒兩樣。大多都會配帶著與爵位相同的金屬製成的裝備。
分為「青銅騎士」、「白銀騎士」、「黃金騎士」，以及「白金騎士」。
魔法官
只有極少部分的智人才會擁有魔法資質，因此即便是平民出身也可以享有禮遇並納入貴族的行列，魔法官就是指為帝國工作的魔法師。
分為「二級魔法官」、「一級魔法官」以及「特級魔法官」。
「二級魔法官」為訓練生，「一級魔法官」為已經畢業的魔法師，而「特級魔法官」是只有才能特別優秀的魔法師才會賦予這個稱號。
此外，還有個被稱為「特級洗禮官」的分支，專門為帝國的金幣進行「洗禮」，驅使精靈的力量去除金幣之中的雜質，以提高黃金的純度。
魔法
在異世界裡，存在著火、水、風、土四種元素精靈，魔法師借著與元素精靈們對話，就能發出火球、引發雷電等等。
魔法分為兩種，一種是戰術兵器規模的「戰術魔法」，只要念一段咒語就能隨手使用；另外一種則是戰略兵器規模的「戰略魔法」，必須事前準備儀式，一次就是以年計算，不過一旦發動就足以毀滅整座城鎮或村莊。只有極少數魔法師能使用戰略魔法。
怒日炎槍
古斯塔夫所擁有的戰略魔法，由古斯塔夫拘束大量「火之精靈」，將之凝聚成實體打造出的神槍，必須每日在熊熊燃燒的火焰面前頌唱咒語五個小時，毫不間斷，耗費長達五年的歲月，才能完成這項戰略魔法。
發動時，會降伏空氣中的「風之精靈」，將「飛翔」的力量纏繞于槍身，足以橫渡海洋、翻過山脈、橫跨千里之外。擊中目標後凝聚在槍身的火之精靈就會化為上千具人形火焰四處散開，藉此蔓延火勢。唯有破壞作為核心的槍身，才能夠擊潰這項戰略魔法。
帝國征服大和皇國時，古斯塔夫從一整座山外的距離施展「怒日炎槍」，一夜之間燒光敵軍據點，被稱之為「天之焰」。

## 出版書籍

### 輕小說
| 卷數 | SB Creative    | SB Creative                                                       | 尖端出版      | 尖端出版               |
| 卷數 | 發售日期       | ISBN                                                              | 發售日期      | ISBN                   |
| ---- | -------------- | ----------------------------------------------------------------- | ------------- | ---------------------- |
| 1    | 2015年10月14日 | ISBN 978-4-7973-8505-2                                            | 2016年8月11日 | ISBN 978-957-10-6695-0 |
| 2    | 2016年2月13日  | ISBN 978-4-7973-8691-2                                            | 2017年2月16日 | ISBN 978-957-10-7140-4 |
| 3    | 2016年6月14日  | ISBN 978-4-7973-8844-2                                            | 2017年5月18日 | ISBN 978-957-10-7389-7 |
| 4    | 2016年10月14日 | ISBN 978-4-7973-8941-8                                            | 2018年2月5日  | ISBN 978-957-10-7900-4 |
| 5    | 2017年6月14日  | ISBN 978-4-7973-9278-4                                            |               |                        |
| 6    | 2017年12月14日 | ISBN 978-4-7973-9526-6                                            |               |                        |
| 7    | 2018年6月15日  | ISBN 978-4-7973-9625-6（通常版） ISBN 978-4-7973-9624-9（特裝版） |               |                        |
| 8    | 2019年3月15日  | ISBN 978-4-8156-0141-6                                            |               |                        |
| 9    | 2019年10月12日 | ISBN 978-4-8156-0379-3                                            |               |                        |
| 10   | 2020年2月14日  | ISBN 978-4-8156-0534-6                                            |               |                        |

### 漫畫版
| 卷數 | 史克威爾艾尼克斯 | 史克威爾艾尼克斯       | 東立出版社    | 東立出版社             |
| 卷數 | 發售日期         | ISBN                   | 發售日期      | ISBN                   |
| ---- | ---------------- | ---------------------- | ------------- | ---------------------- |
| 1    | 2016年10月13日   | ISBN 978-4-7575-5122-0 | 2019年3月11日 | ISBN 978-957-26-1308-5 |
| 2    | 2017年3月25日    | ISBN 978-4-7575-5294-4 | 2019年12月6日 | ISBN 978-957-26-1309-2 |
| 3    | 2017年6月13日    | ISBN 978-4-7575-5370-5 |               |                        |
| 4    | 2017年12月13日   | ISBN 978-4-7575-5547-1 |               |                        |
| 5    | 2018年6月13日    | ISBN 978-4-7575-5744-4 |               |                        |
| 6    | 2019年1月25日    | ISBN 978-4-7575-5946-2 |               |                        |
| 7    | 2019年7月25日    | ISBN 978-4-7575-6136-6 |               |                        |
| 8    | 2019年9月25日    | ISBN 978-4-7575-6314-8 |               |                        |
| 9    | 2019年12月25日   | ISBN 978-4-7575-6445-9 |               |                        |
| 10   | 2020年7月22日    | ISBN 978-4-7575-6766-5 |               |                        |
| 11   | 2020年12月24日   | ISBN 978-4-7575-6956-0 |               |                        |

## 電視動畫

### 製作人員
- 原作：海空陸
- 角色原案：さくらねこ
- 監督：柳伸亮
- 系列構成：赤尾凸
- 角色設計、總作畫監督：矢野茜
- 音響監督：本山哲（日语：本山哲）
- 音響製作：ARISE PROJECT inc.
- 音樂：水谷廣實
- 音樂製作：波麗佳音
- 動畫製作：project No.9

### 主題曲
片頭曲
作詞、作曲：田淵智也，編曲：田中秀和，主唱：DIALOGUE+
第1話為片尾曲插入。
片尾曲「dear my distance」（第2話－第12話）
作詞：石倉譽之、yuiko，作曲・編曲：石倉譽之，主唱：鬼頭明里

### 各話列表
| 話數 | 日文標題 | 中文標題                               | 劇本     | 分鏡              | 演出                | 作畫監督                                                                              | 原作   |
| ---- | -------- | -------------------------------------- | -------- | ----------------- | ------------------- | ------------------------------------------------------------------------------------- | ------ |
| #1   |          | 看來超人高中生們來到了異世界！         | 赤尾凸   | 柳伸亮            | 大河原晴男          | 藤澤俊幸、中村佑美子                                                                  | 第一卷 |
| #2   |          | 看来勝人要認真赚錢了！                 | 難波久   | 齋藤德明          | 藏本穗高            | 臼井里江、一之瀨結梨                                                                  | 第一卷 |
| #3   |          | 看來露自己决定了自己的價值！           | 杉澤悟   | 齋藤德明 佐藤篤志 | 黑瀨大輔            | 中島美子、高瀨早香 清水勝祐、早乙女啓 松本昌代                                        | 第一卷 |
| #4   |          | 看來司下定决心要改變異世界了！         | 赤尾凸   | 齋藤德明          | 大河原晴男          | 藤澤俊幸、高瀨早香 清水勝祐、清丸悟 一之瀨結梨                                        | 第一卷 |
| #5   |          | 看來曉要成為God曉了！                  | 富田賴子 | 齋藤德明          | 加藤太志            | 榊原智次、那須野文 吉田和歌子、高瀨早香 臼井里江                                      | 第二卷 |
| #6   |          | 看來莉露露要拉近距離了！               | 杉澤悟   | Royden B          | 加藤顯              | 德永龍志、吉田雄一                                                                    | 第二卷 |
| #7   |          | 看來忍的忍者直覺起作用了！             | 赤尾凸   | 齋藤德明          | 福井洋平            | 藤澤俊幸、一之瀨結梨 合田麻美、高木啟明 清水勝祐、安達祐輔                            | 第二卷 |
| #8   |          | 看來葵要發揮出超乎想像的能力了！       | 赤尾凸   | 岩田和也          | 大河原晴男 藏本穗高 | 前澤弘美、中村和代 合田麻美、武佐友紀子 Seven Seas                                    | 第二卷 |
| #9   |          | 看來司已經看透一切了！                 | 杉澤悟   | 齋藤德明          | 森田侑希            | 尾尻進矢、三澤聖矢 八木元喜                                                           | 第三卷 |
| #10  |          | 看來林檎要鼓起勇氣成為獵人了！         | 杉澤悟   | 齋藤德明          | 村田尚樹            | 小關雅、鐘文山 飯飼一幸、服部益美                                                     | 第三卷 |
| #11  |          | 看來桂音絕不會放過壞孩子！             | 杉澤悟   | 鈴木勇士          | 鈴木勇士            | 藤澤俊幸、髙瀨早香 一之瀬結梨、清水勝祐 松本昌代                                      | 第三卷 |
| #12  |          | 超人高中生們即便在異世界也能從容生存！ | 赤尾凸   | 齋藤德明 柳伸亮   | 福井洋平            | 藤澤俊幸、髙瀨さやか ウクレレ善似郎、松本昌代 內野明雄、中村和代 大河原晴男、清水勝祐 | 第三卷 |

### 藍光版
| 卷數 | 發售日期     | 收錄話數        | 規格編號 |
| ---- | ------------ | --------------- | -------- |
| 1    | 2020年1月8日 | 第1話 ~ 第3話   | HPXR-465 |
| 2    | 2020年2月4日 | 第4話 - 第6話   | HPXR-466 |
| 3    | 2020年3月3日 | 第7話 - 第9話   | HPXR-467 |
| 4    | 2020年4月2日 | 第10話 - 第12話 | HPXR-468 |

## 外部連結
- 『超人高中生們即便在異世界也能從容生存！』GA文庫特設頁面 （页面存档备份，存于）（日語）
- 『超人高中生們即便在異世界也能從容生存！』SQUARE ENIX （页面存档备份，存于）（日語）
- 『超人高中生們即便在異世界也能從容生存！』電視動畫官方網站 （页面存档备份，存于）（日語）
- 『超人高中生們即便在異世界也能從容生存！』官方的Twitter帳戶 （页面存档备份，存于）（日語）